# Габзівська Валентина Андріївна
Валентина Андріївна Габзівська (нар. 15 квітня 1946, село Павелки, тепер Андрушівського району Житомирської області) — українська радянська діячка, доярка колгоспу імені Леніна Андрушівського району Житомирської області. Депутат Верховної Ради УРСР 11-го скликання.

## Біографія
Освіта середня.
З 1963 року — колгоспниця, доярка колгоспу імені Леніна села Павелки Андрушівського району Житомирської області.
Член КПРС з 1974 року.
Потім — на пенсії в селі Гарапівка Андрушівського району Житомирської області.

## Нагороди
- ордени
- медалі